# Biblioteca Regional de Aysén
La Biblioteca Regional de Aysén se encuentra ubicada en la ciudad de Coyhaique, capital de la Región de Aysén del General Carlos Ibáñez del Campo, Chile.

## Historia
El 12 de octubre de 1952 se fundó la Academia Literaria de Coyhaique, integrada por profesionales de la zona, como centro de reunión para comentar libros y juntarlos. Es así como comenzaron a reunir sus propios libros para formar una biblioteca privada, que se transformaron luego en la colección bibliográfica fundacional de la biblioteca.
El 7 de octubre de 1976, gracias a un acuerdo entre el municipio y la Dirección de Bibliotecas, Archivos y Museos, se creó la Biblioteca Pública de Coyhaique, que funcionó en diversos espacios hasta que en 1990 el Ministerio de Bienes Nacionales cedió al municipio una antigua casona de madera para que funcionara en el lugar.
Debido a que la construcción no ofrecía las comodidades necesarias, y que ya no estaba en condiciones de seguir funcionando como biblioteca, se proyectó construir un nuevo edificio en el mismo terreno. Para esto, ya que la casona correspondía a un edificio de importancia histórica, que había sido construida cerca de 1940 como casa del administrador de la Sociedad Industrial de Aysén, se debió desarmar y rearmar de forma íntegra en el sector administración de la Reserva nacional Coyhaique, como medida de rescate patrimonial.
En 2005 el Consejo Regional de Aysén aprobó los recursos para la construcción del nuevo edificio, y se convirtió en la primera biblioteca regional construida con fondos regionales. El edificio fue inaugurado por el intendente Selim Carrasco y por la directora de Bibliotecas, Archivos y Museos Nivia Palma el 19 de diciembre de 2008.